# Cavedine
Cavedine és un municipi italià, dins de la província de Trento. L'any 2007 tenia 1.391 habitants. Limita amb els municipis de Cimone, Drena, Dro, Lasino, Trento i Villa Lagarina

## Administració
| Període | Identitat       | Partit        |
| ------- | --------------- | ------------- |
| 2005-   | Renzo Travaglia | Llista cívica |